# Rosario (distrito)
Rosario é um dos 8 distritos da província de  Acobamba, situada na região de Huancavelica.

## Transporte
O distrito de Rosario é servido pela seguinte rodovia:
- HV-107, que liga a cidade ao distrito de Lircay
- HV-106, que liga a cidade de Anco ao distrito de Andabamba
- PE-3S, que liga o distrito de La Oroya à Ponte Desaguadero (Fronteira Bolívia-Peru) - e a rodovia boliviana Ruta 1 - no distrito de Desaguadero (Região de Puno)
- PE-3SM, que liga o distrito de Marcas à cidade de Izcuchaca [1][2][3]